# Offshore-Leaks

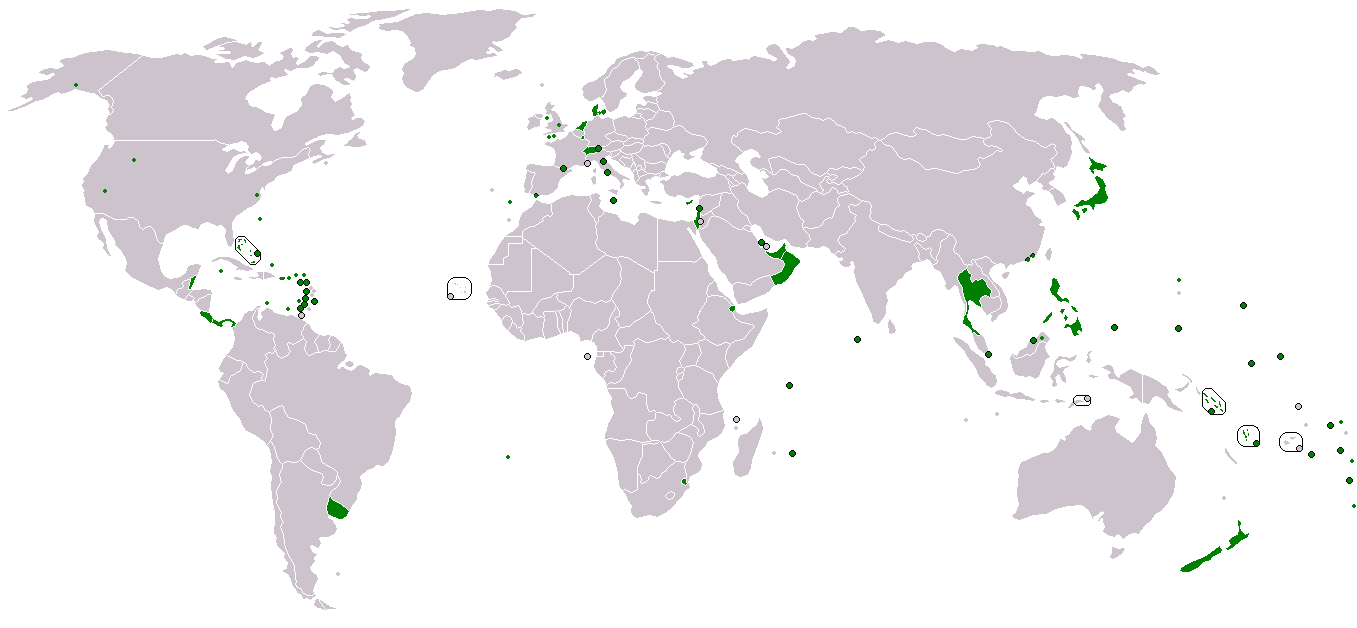
Offshore-Finanzplätze 2010 nach Angaben der OECD und des Tax Justice Network

Offshore-Leaks (auch OffshoreLeaks) ist ein Leak vom April 2013, das die unternehmensinternen Datenbestände der beiden Weltmarktführer für Gründung und Verwaltung von Trusts an Offshore-Finanzplätzen betrifft. Es handelt sich um einen Auszug eines größeren Datenbestandes, der 2010 an diverse Steuerbehörden und drei Jahre später über eine anonyme Person an die Journalisten des Internationalen Konsortiums für investigative Journalisten (ICIJ) gelangte. Der Umfang der Daten ist weit größer als bei allen vorangegangenen Leaks: Die Dokumente enthalten Daten über die Kundenbeziehungen, die etwa 130.000 Personen aus verschiedenen Ländern betreffen, darunter auch Deutschland, Österreich und die Schweiz. Sie enthalten außerdem Informationen über die Beteiligung zahlreicher Großbanken an diesem Geschäft.
Weltweit berichteten Medien über die aufgedeckten Kapitalbewegungen. Die Journalisten behaupten, dass die offengelegten Geschäfte der Steuerflucht in Steueroasen dienten; es wurde aber auch darauf hingewiesen, dass solche Konstrukte die fremde Rechtsordnung nutzen können, um von Bürokratieerleichterungen im internationalen Handelsverkehr und von steuerlichen Gestaltungsmöglichkeiten zu profitieren.
Anfang April war erst ein sehr kleiner Teil des Materials gesichtet. Dem Nachrichtenmagazin Focus, das nicht an der ursprünglichen Enthüllung beteiligt war, liegen nach eigenen Aussagen Datensätze über Ein- und Auszahlungen vor, wonach 100.000 Deutsche Vermögen an Offshore-Finanzplätzen verstecken.
Im Juni 2013 wurden Teile der Datenbank für die Öffentlichkeit durchsuchbar online gestellt.

## Projekt „offshore leaks“

### Herkunft der Daten
Die Festplatte mit der Datensammlung stammt aus einer anonymen Quelle. Es handelt sich um Daten von Firmen, die von den zwei Trust-Gesellschaften „Portcullis TrustNet“ und der „Commonwealth Trust Limited“ (CTL) gegründet wurden. Im Falle der dem Focus vorliegenden Daten ist noch unklar, welche Trust-Gesellschaften betroffen sind.

### Umfang der Daten
Der Leak umfasst 2,5 Millionen Dokumente mit einem Datenvolumen von 260 Gigabyte. Damit war Offshore-Leaks der bis dato größte Leak. Die von der anonymen Quelle übersandten Daten betreffen insgesamt neun Steueroasen: Britische Jungferninseln und Kaimaninseln (britische Überseegebiete), Mauritius, Singapur, Cookinseln, Samoa, Seychellen, Hongkong und Malaysia. Zahlreiche andere Steueroasen sind nicht betroffen. Im Mai 2013 wurde bekannt, dass Steuerbehörden verschiedener Länder ein Datenpaket mit Offshore-Steuerdaten von etwa 400 Gigabyte Größe zugespielt wurde, wobei das ursprünglich nur von Journalisten ausgewertete Datenpaket ein Teilbestand dieses Gesamtpakets gewesen sein soll.

### Auswertung der Daten durch Journalisten
„Offshore-Leaks“ ist ein umfangreiches, monatelang währendes Rechercheprojekt, an dem über 86 Journalisten von 38 Zeitungen sowie Hörfunk- und Fernsehstationen aus 46 Ländern beteiligt sind. Die Kooperation ist historisch einzigartig und eine der größten grenzübergreifenden Investigativ-Recherchen in der Geschichte des Journalismus. Zum Auswahlverfahren äußerte sich das Konsortium bisher nicht. An der Analyse beteiligt sind unter anderem Mitarbeiter von der BBC, The Guardian, Washington Post, Le Monde, der Schweizer SonntagsZeitung, sowie in Deutschland vom Norddeutschen Rundfunk (NDR) und von der Süddeutschen Zeitung (SZ). Die Datenmenge wurde mithilfe von Computer-Forensik ausgewertet, indem die Daten erst durchsuchbar gemacht wurden und anschließend Beziehungen zwischen Firmen, Konten und Personen erarbeitet wurden.
In einer projektweit konzertierten Aktion begann die Enthüllung über die große Steueroasen-Maschinerie am Donnerstag, dem 4. April 2013. Die Daten umfassen einen Zeitraum von den 1990er Jahren bis 2011. Zum Zeitpunkt der Enthüllung Anfang April 2013 waren nur wenige Prozent des Materials gesichtet worden, zum Beispiel waren österreichische Fälle kaum untersucht worden. Die Auswertung der Daten wird fortgesetzt.
NDR und SZ haben sich verpflichtet, das Datenmaterial nicht eigenhändig weiterzugeben. Das Internationale Konsortium Investigativer Journalisten (ICIJ) prüft, ob Teile des Materials unter Beachtung des Quellenschutzes öffentlich zugänglich gemacht werden können.

### Auswertung der Daten durch Steuerbehörden
Im Mai 2013 wurde bekannt, dass den amerikanischen, australischen und britischen Steuerbehörden bereits im Jahre 2009 ein Datenpaket mit Offshore-Steuerdaten von etwa 400 Gigabyte Größe angeboten und im Jahre 2010 auch tatsächlich übergeben wurde, wobei das später von Journalisten ausgewertete Datenpaket ein Teilbestand dieses Gesamtpakets sein soll. Warum das den Steuerbehörden im Jahre 2010 übergebene Datenpaket zunächst jahrelang nicht ausgewertet wurde, ist bisher nicht bekannt. Bundesfinanzminister Wolfgang Schäuble bestätigte, dass im Mai 2013 auch das Bundesfinanzministerium über die Existenz der Daten informiert und ihm zugesagt wurde, Zugriff auf die Daten zu bekommen und sie auswerten zu können. Demnach nehmen die USA, Großbritannien, Australien und Deutschland die Auswertung der Daten in einer international koordinierten Aktion gemeinsam vor. Nach Angaben der Behörden handelt es sich unter anderem um Daten über Briefkastenfirmen, Stiftungen und Trusts auf den Cook-Inseln, den Cayman-Inseln, in Singapur und auf den Britischen Jungferninseln. Schäuble gab an, das Bundesfinanzministerium werde die Daten schnellstmöglich zur Auswertung und weiteren Verwendung an die zuständigen Steuerbehörden der Bundesländer weitergeben.

## Rechercheergebnisse

### Betroffene Personen und Banken
In den bekanntgewordenen Daten tauchen zahlreiche Einzelpersonen und alle Großbanken wie die Deutsche Bank, JPMorgan Chase, UBS auf. Unter den wenigen bisher bekanntgewordenen Personen sind Prominente wie der schon 2011 verstorbene Gunter Sachs (Erbe von Opel und ZF Sachs), James Mellon (Erbe der Mellon Bank und der Gulf Oil Company), und Denise Rich (geschiedene Frau von Rohstoffhändler Marc Rich), russische Oligarchen wie Michail Fridman sowie Politikerkinder wie Imee Marcos, Tochter von Ferdinand Marcos, die Töchter Leyla Əliyeva und Arzu Əliyeva des aserbaidschanischen Präsidenten İlham Əliyev und die beiden Söhne des kolumbianischen Ex-Präsidenten Álvaro Uribe Tomás und Jerónimo, die über 2000 Briefkastenfirmen haben.
Zu den deutschen Fällen gehören nach NDR-Recherchen „Selbstständige wie eine Steuerberaterin aus Stuttgart oder ein deutscher Winzer mit Wohnsitz Mallorca, ein Technikhersteller aus Kempten, ein Möbelunternehmer aus Nordrhein-Westfalen, wohlhabende Russen mit Wohnsitz Hamburg oder auch Pleitiers wie der ehemalige Eigentümer einer Krankenhauskette in Süddeutschland.“ Im April 2013 wurden auch Verbindungen zu Franz Wolf, dem Sohn des ehemaligen Leiters des Auslandsnachrichtendienstes im Ministerium für Staatssicherheit der DDR Markus Wolf, bekannt.
Nach Daten einer dem Focus zugespielten Festplatte sollen in Deutschland weit mehr, nämlich „mindestens 100 000 Menschen aus Deutschland (...) ihr Vermögen in internationalen Steuerparadiesen“ verstecken. Der Datensatz zeige „260 Millionen Ein- und Auszahlungen auf Steueroasen-Konten sowie Anfragen über Kontenstände oder Kundenberatungen“.
Am 25. April 2013 wurde bekannt, dass der Vizesprecher der Großen Staats-Chural und ehemalige Finanzminister der Mongolei, Bayartsogt Sangajav (Demokratische Partei), vom Parlament mit 56 zu 8 Stimmen aufgrund der Enthüllungen seines Amtes enthoben wurde. Bayartsogt soll in der Schweiz auf einem Bankkonto zeitweise über 1 Million US-Dollar deponiert haben und war außerdem Miteigentümer einer Firma auf den Britischen Jungferninseln.

### Das Netzwerk Gunter Sachs
Die Süddeutsche Zeitung, der Norddeutsche Rundfunk und die SonntagsZeitung recherchierten in Zusammenarbeit die Verstrickungen des 2011 verstorbenen, deutsch-schweizerischen Industriellenerben Gunter Sachs in Offshore-Finanzplätze. Dabei wurden in den Daten zahlreiche gescannte Dokumente wie Urkunden und Verträge, kopierte Personalausweise und Gebührenabrechnungen, interne E-Mails und Telefaxe, aber auch handschriftlich unterschriebene Briefe von Gunter Sachs und den beteiligten Unternehmen, Trusts und Anwälten gesichtet. Steuerlich betreut wurde Sachs dabei mehrfach durch die Schweizer Anwaltskanzlei Lenz & Staehelin.
Die Steuerdaten ab 2008 von Gunter Sachs wurden aufgrund der Berichterstattung von der Steuerverwaltung des Kantons Bern geprüft, die keine Verdachtsmomente feststellte, die die Einleitung eines Steuerverfahrens geboten hätten.

### Gründung von Trusts und Scheinfirmen durch die Deutsche Bank
Nach Recherchen der SZ und des NDR ist die Deutsche Bank unter den Großbanken besonders aktiv, ihren Kunden Steuerfluchtmodelle anzubieten. Allein über ihre Niederlassung in Singapur hat sie 309 Firmen und Trusts gründen lassen. Portcullis TrustNet, Dienstleister in Singapur, registrierte diese Firmen und Trusts für die Deutsche Bank und setzte in mehreren Fällen die Regula Limited, eine Tochterfirma der Deutschen Bank, als Direktorin ein. Die Deutsche Bank bietet in ihren Veröffentlichungen ihren Kunden – in Zusammenarbeit mit deren Rechts- oder Steuerberatern – die „Gründung, das Management und die Verwaltung“ von Trusts, Firmen und Stiftungen in verschiedenen Ländern an. Die Deutsche Bank preist Mauritius ihren Kunden als eine „steuer-neutrale Umgebung“ an.

### Umgehung der Vermögensteuer in Spanien bei Kunstwerken

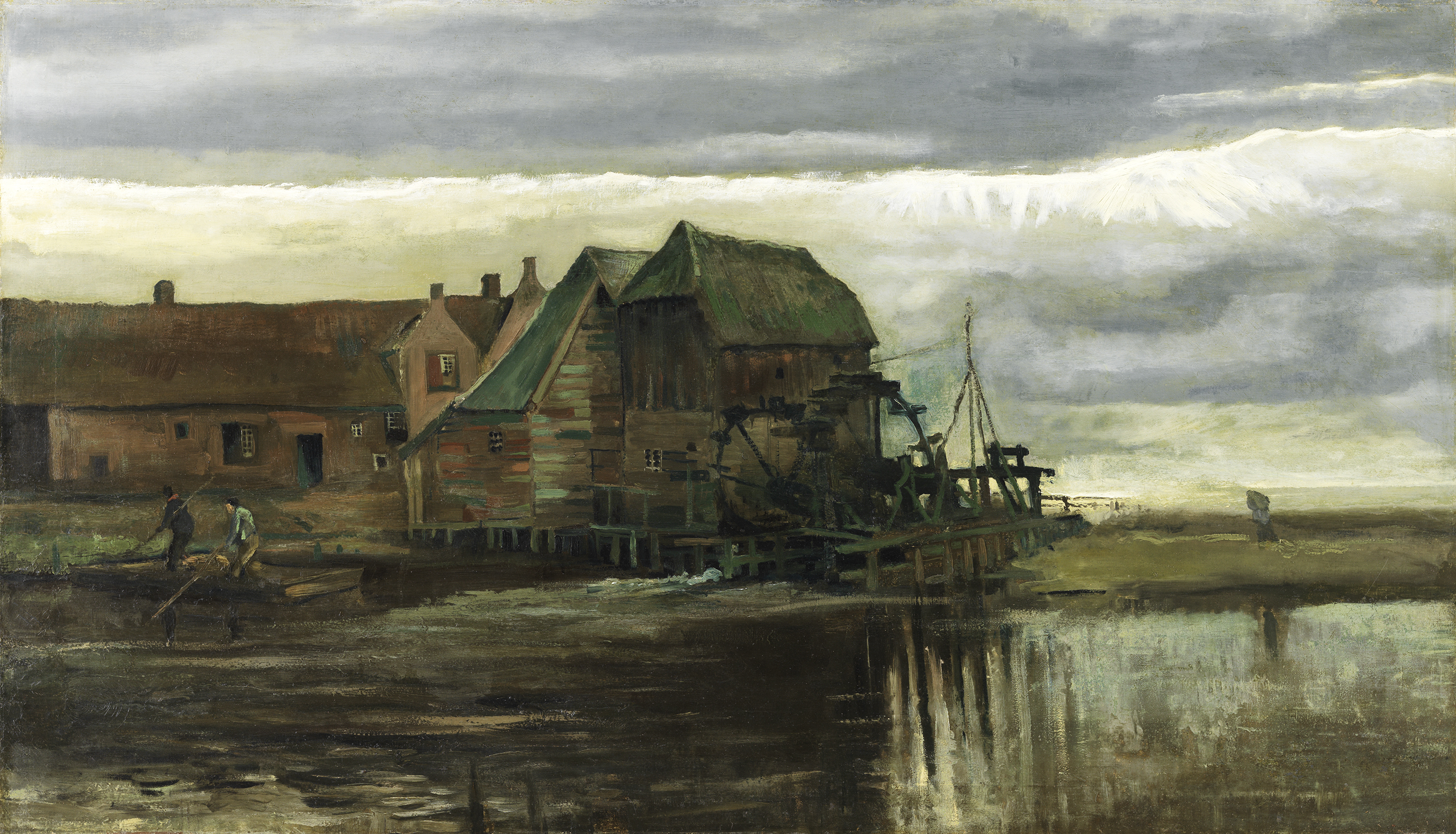
Das durch die Nautilus Trustees Limited erstandene Bild Wassermühle bei Gennep

Die spanische Tageszeitung El Confidencial berichtete am 4. April von dem Erwerb des 1884 entstandenen Van Gogh-Werkes Wassermühle bei Gennep beim Londoner Auktionshaus Sotheby’s für 589.000 Euro am 24. Juni 1996 durch die Nautilus Trustees Limited. Ende 1996 wurde das Werk durch eine Leihgabe der Nautilus Trustees Limited, mit Sitz auf dem Offshore-Finanzplatz Cookinseln, dem Museo Thyssen-Bornemisza in Madrid vermacht. Durch die Datenrecherche konnte festgestellt werden, dass sich das Unternehmen im Besitz der Kunstsammlerin Carmen Cervera, Erbin von Baron Thyssen (Thyssen AG) befindet. Das Bild hat nach Angaben des Boletín Oficial del Estado (BOE) 2004 einen Wert von 2,7 Millionen EUR. Kritisiert wird dabei die Umgehung der spanischen Vermögensteuer auf Kunstwerke. Würden die zahlreichen Werke von Carmen Cervera in Madrid gemeldet, müsste sie jährlich rund 13,4 Millionen Euro an Steuern zahlen.

### Offshore-Firmen aus Griechenland
In den Datensätzen sollen 107 Offshore-Firmen mit Verbindung nach Griechenland vorkommen, nur vier hiervon waren dem Staat bekannt. Insgesamt soll es etwa 6500 Offshore-Firmen mit Verbindung nach Griechenland geben. Hierdurch verliert der Staat jährlich sechs Milliarden Euro Steuereinnahmen. Offshore-Firmen dienten hier verschiedenen Zwecken. Immobilienbesitzer verwendeten sie, wenn sie Steuern vermeiden wollten, Unternehmen, wenn sie Gewinne verstecken wollten und Politiker, wenn sie illegale Vermögen angehäuft hatten. Die griechische Zeitung Ta Nea, Teil des Journalistennetzwerks, stellt klar, dass die Veröffentlichungen „in keiner Weise illegale Handlungen der Eigentümer nahelegen“. Denn „alle sagten, dass sie nichts Illegales getan haben“.

### Schweizer Intermediäre
Die Süddeutsche Zeitung recherchierte zusammen mit der Schweizer SonntagsZeitung, dass hunderte Schweizer Anwälte und andere Finanz-Intermediäre (= Zwischengeschaltete, Mittler, Vermittler; gemeint sind Anwälte, Treuhänder, Steuerberater und Vermögensberater) ihren vermögenden Kunden geholfen haben, zwielichtige Briefkastenfirmen und Trusts in Steueroasen aufzusetzen.
Beat von Rechenberg, seit 2011 Präsident des Schweizerischen Anwaltsverbandes, schätzt, dass von den rund 9000 Anwälten in der Schweiz etwa 1000 als Finanzintermediäre arbeiten.
Die Schweiz ging zuerst davon aus, nur am Rande betroffen zu sein. Der Bundesanwalt Michael Lauber stellte jedoch fest, dass Schmiergelder für Rüstungsgeschäfte über Offshore-Firmen abgewickelt wurden. Bei der Organisation der Konten habe die Schweiz eine größere Rolle eingenommen. Dies ergab sich in den Ermittlungen gegen den ehemaligen Verteidigungsminister Griechenlands, Akis Tsochatzopoulos.
Im Zusammenhang mit der Affäre um den französischen Finanzminister Jérôme Cahuzac geriet die Genfer Bank Reyl & Cie in den Fokus der Berichterstattung in Frankreich. Neben Einlagen von Cahuzac soll sie Konten prominenter und vermögender Kunden aus Frankreich und Belgien auf Finanzplätze in Übersee transferiert haben. Ein französisches Gericht verurteilte die Bank im Dezember 2016 zu einer Buße von 1,875 Millionen Euro und den Generaldirektor François Reyl zu einer Gefängnisstrafe auf Bewährung von einem Jahr und zu einer Buße von 375'000 Euro. Das Gericht befand, dass die Bank Reyl als „Instrument für die Verschleierung von Guthaben“ des früheren französischen Finanzministers Jérôme Cahuzac gedient habe.

### Waffengeschäft des kongolesischen Ex-Präsidenten Pascal Lissouba
Im April 2013 berichtet die Süddeutsche Zeitung und die südafrikanische Mail & Guardian Online über ein Waffengeschäft von Pascal Lissouba, dem Präsidenten der Republik Kongo von 1992 bis 1997. Im Vorfeld der für Juli 1997 geplanten Präsidentschaftswahlen kam es zu Spannungen zwischen Lissoubas und Anhängern des früheren Präsidenten Denis Sassou-Nguesso. Als Lissoubas Regierungstruppen am 5. Juni 1997 Sassous Haus in Brazzaville umstellten, befahl dieser seinen Milizen, Widerstand zu leisten. In den Kämpfen wurden große Teile der Hauptstadt Brazzaville zerstört. Die Regierungstruppen griffen die Milizen des Ex-Präsidenten dabei auch mit Hubschraubern an. Anfang Oktober 1997 intervenierten angolanische Truppen auf Seiten des Ex-Präsidenten, Mitte Oktober wurde die Regierung gestürzt. Seitdem ist Denis Sassou-Nguesso wieder Präsident. Wie durch Offshore-Leaks bekannt wurde, erhielten die Truppen von Lissouba kurz vor Ausbruch der Kämpfe die Hubschrauber aus Beständen der South African Air Force (SAAF) – offenbar unter Vermittlung des deutschen Waffenhändlers Rudolph Wollenhaupt (Ebar Management & Trading Ltd. in Jersey) in Johannesburg. Auch in den Folgemonaten wurden an Lissouba noch zwei Hubschrauber des Typs Mil Mi-17 aus früherer sowjetischer Produktion sowie vier Transportflugzeuge und mindestens 290 Lkws geliefert oder waren bereits vorbestellt. Bezahlt wurden die Rüstungsgüter durch ein von Lissouba kontrolliertes Konto bei einer Bank in Paris, auf dem Gelder aus Erdölgewinnen lagen. Um den Deal zu verschleiern, wurden die Zahlungen über die Briefkastenfirma Exotek Management Services Ltd. auf den Britischen Jungferninseln abgewickelt, dabei wurde nachweislich eine von Lissouba unterschriebene Rechnung von 19,9 Millionen US-Dollar für vier Hubschrauber entdeckt. Als Vermittler für Exotek Management Services Ltd. agierten der Südafrikaner Esmond Myhill und die beiden US-Bürger Richard Parker und Roy Segers und registrierte die Briefkastenfirma bei der Commonwealth Trust Limited (CTL). Seit 2004 lebt Lissouba im Exil im 17. Arrondissement in Paris. Nach Angaben von Jovial Rantao von der südafrikanischen Independent Online Südafrika vom 5. Oktober 2002 sollen die im Jahr 1997 bei Armaments Development and Production Corporation (ARMSCOR) als Vermittler bestellten und generalüberholten vier Hubschrauber des Typs Puma 330L offiziell im Auftrag von Lissouba vor seinem Sturz bezahlt worden sein, aber es erfolgte keine Lieferung.

### Die Einfachheit der Gründung von Offshore-Firmen
Journalisten der SZ äußerten sich überrascht, wie einfach sich Offshore-Firmen gründen lassen. Schon per E-Mail können Trusts oder Offshore-Firmen gegründet werden. Auch Wünsche (zum Beispiel Direktoren zum Schein zu erfinden oder selbst anonym zu bleiben) seien für die ausführenden Finanzdienstleister kein Problem. Derartige Sonderwünsche kosteten etwa 300 bis 400 US-Dollar. Ein deutscher Kaufmann bot zum Beispiel die Gründung einer Offshore-Firma innerhalb von einer Woche für 1427 Euro an. Gründe für die Gründung einer Offshore-Firma seien Verschleierung von Vermögen (nützlich zum Beispiel bei einer Insolvenz oder einer Scheidung) und die Umgehung von Steuern, z. B. Erbschaftssteuern.

### Chinas Machtelite
Am 21. Januar 2014 wurde eine zweite Welle von Veröffentlichungen zu Rechercheergebnissen des ICIJ gestartet, zu den mehr als 21.000 Offshore-Firmen von Kunden aus China und Hongkong – die zunächst bewusst nicht publik gemacht wurden – gehören. Die Unterlagen belegen, wie Chinas politische Elite seit Jahren heimlich und im großen Stil Finanztransaktionen über Steueroasen im Ausland abwickelt und Milliardenbeträge aus China verschiebt, um ihr Vermögen zu verschleiern. Auch nahe Familienangehörige wichtiger Politiker steuern Transaktionen über anonyme Briefkastenfirmen in der Karibik:
- Deng Xiaoping (regiert faktisch von 1979 bis 1997) – sein Schwiegersohn Wu Jianchang (verheiratet mit der zweitältesten Tochter Deng Lin) ist verbunden mit „China Nonferrous Metals Holdings Ltd.“ 1994–2006 und „Join Truth Ltd.“ 1993–2000 beide Cookinseln.
- Ye Jianying (einer der Gründer Volksrepublik China) – sein Neffe Yeh Shuen-ji ist verbunden mit „Qiao Xing Holdings Ltd.“ 1997, „Qiao Xing Universal Telephone Inc.“ 1994 und „Wu Holdings Ltd.“ 1997 alle Britische Jungferninseln.
- Peng Zhen ("Acht Unsterblichen") – sein Sohn Fu Liang ist verbunden mit „Greenway Property Group Ltd.“ 1997, „Hua Tian Enterprises Ltd.“ 1998–2000, „Powers Mix Group Ltd.“ 1997–2000, „South Port Development Ltd.“ 1999, „Perfect-Union Overseas Inc.“ 2000, alle Britische Jungferninseln.
- Xi Jinping (seit 2013 Staatspräsident) – sein Schwager Deng Jiagui, verheiratet mit seiner ältesten Schwester Qi Qiaoqiao, gründete „Excellence Effort Property Development Ltd.“ 2008 Britische Jungferninseln. Deng, Qi und ihre gemeinsame Tochter Zhang Yannan besitzen ein Millionenvermögen mit Luxusimmobilien in Hongkong, Shenzhen und Peking.
- Hu Jintao (Staatspräsident von 2003 bis 2013) – sein Neffe Hu Yishis ist Geschäftsführer von „Charter Best Investments Ltd.“ 2002, „Morich International Investments Ltd.“ 2007 und war es von 2007 bis 2008 für „Universal Yield Investments Ltd.“ 2007 alle Britische Jungferninseln.
- Li Peng (Premierminister von 1987 bis 1998) – seine Tochter Li Xiaolin ist Geschäftsführerin von „Tianwo Holdings Ltd.“ 2005 und „Tianwo Development Ltd.“ 2005 beide Britische Jungferninseln.
- Wen Jiabao (Premierminister von 2003 bis 2013) – seine einzige Tochter Wen Ruchun (arbeitete für Credit Suisse), die sich oft Lily Chang nennt und mit Liu Chunhang (arbeitet für Chinas Bankenregulierungsbehörde) verheiratet ist, gründete „Fullmark Consultants Ltd.“ 2004 Britische Jungferninseln. Der Sohn Wen Yunsong, der sich oft Winston Wen nennt, gründete „Trend Gold Consultants Ltd.“ 2006–2008 Britischen Jungferninseln.
- Dai Xianglong (ehemaliger Gouverneur der Zentralbank) – sein Schwiegersohn Che Feng ist Geschäftsführer von „Cyber Touch Ltd.“ 2000–2002 und Anteilseigner von „Worthope Innovative Company Ltd.“ 2002–2006 beide Britische Jungferninseln.
- Yang Guoqing (Immobilienunternehmer, Country Garden Holdings) – seine Tochter Yang Huiyan (galt schon mit 26 Jahren als die reichste Frau Chinas) ist Geschäftsführerin und Anteilseignerin „Joy House Enterprises Ltd.“ 2006 Britische Jungferninseln.

Mitglieder des Nationalen Volkskongresses werden dabei ebenso gelistet wie einige der reichsten Menschen des Landes sowie Führungskräfte staatlicher Unternehmen, die in Korruptionsskandale verwickelt waren. Keine der betroffenen Politikerfamilien äußerte sich auf Anfrage.
Die Unterlagen dokumentieren, dass westliche Banken – darunter die Deutsche Bank und die Schweizer UBS und Credit Suisse – dabei behilflich sind, für chinesische Kunden klandestine Strukturen (klandestin im Sinne von heimlich und verboten) in Steueroasen zu errichten und instand zu halten. 107 Milliarden US-Dollar werden illegal pro Jahr aus China ins Ausland geschafft, so die Schätzung der Nichtregierungsorganisation Global Financial Integrity. „Diese Dimension zeigt, wie weit sich die chinesische Elite von der normalen Bevölkerung entfernt hat und lässt vermuten, dass unter diesen Firmenkonten einige sind, die Vermögen verschleiern oder Bestechungsgelder verstecken sollen“, sagte Markus Meinzer vom Tax Justice Network.
Die Internetaufsichtsbehörde in China blockierte die Webseite des ICIJ in Washington noch in der Nacht zum 22. Januar 2014. Auch die Netzversionen der Medienpartner – wie der britische Guardian, die spanische El País, der NDR und die Süddeutsche Zeitung – wurden teilweise zensiert, ebenso wie Accounts des Kurznachrichtendienstes Weibo. Der Nichtregierungsorganisation GreatFire.org zufolge seien selten zuvor so viele Seiten in China blockiert gewesen.

## Hintergrund Steuerflucht
Nach einer auf Daten des IWF basierenden Studie vom Tax Justice Network aus dem Jahr 2012 verstecken Superreiche weltweit zwischen 16,4 und 25 Billionen Euro Finanzvermögen in Steueroasen, um nicht besteuert zu werden. Die EU nimmt an, dass aufgrund von Steueroasen in der EU jährlich eine riesige Summe an Steuern verloren geht, die Zahlen variieren zwischen 836 Milliarden und einer Billion Euro. Das ist deutlich mehr als sämtliche EU-Staaten für die Gesundheitsversorgung ihrer Bürger ausgeben. Der Vorsitzende der Deutschen Steuer-Gewerkschaft schätzt, dass über 400 Milliarden Euro aus Deutschland stammendes Schwarzgeld im Ausland angelegt sind. Da die versteckten Vermögen den Reichsten einer Gesellschaft gehören, führt das Verstecken auch dazu, dass die Vermögenskonzentration deutlich größer ist als öffentlich bekannte Daten ausweisen.
Nach dem Schattenfinanzindex des TJN sind die zehn bedeutendsten Länder für Steuerflucht in absteigender Reihenfolge: Schweiz, Kaimaninseln, Luxemburg, Hongkong, Vereinigte Staaten, Singapur, Jersey, Japan, Deutschland und Bahrain.

## Reaktionen
Einer der an der Enthüllung beteiligten Journalisten vom ICIJ erklärt: „Die Superreichen haben viele Möglichkeiten, ihre Finanzen zu regeln. Der Normalbürger hingegen hat kaum eine Wahl. Der Normalbürger ist es, der entweder mehr zur Kasse gebeten wird oder auf mehr verzichten muss, weil er in seinem Heimatland vom Fiskus geschröpft wird.“
Die deutsche Regierung und die Landesregierung von Nordrhein-Westfalen haben angekündigt, mögliche Fälle von Steuerhinterziehung zu untersuchen. Auch in anderen Ländern wird auf Grundlage der Daten wegen Steuerhinterziehung ermittelt. Verschiedene Politiker forderten ein gemeinsames europäisches Vorgehen gegen Steueroasen sowie ein (von der EU schon einmal ins Gespräch gebrachtes) Vorgehen nach Art des 2010 in Kraft getretenen US-amerikanischen FATCA-Gesetzes. Damit verpflichten die USA alle Banken dazu, die relevanten Daten aller US-Amerikaner an die US-Steuerbehörden weiterzugeben. Der Deutsche Gewerkschaftsbund forderte, zusätzliche Steuerprüfer einzustellen. Jeder Steuerprüfer bringe im Jahr etwa eine Million Euro ein (etwa das Fünfzehnfache seines Gehalts einschließlich Sozialabgaben), jede einzelne Steuerprüfung bei Millionären führe durchschnittlich zu Nachzahlungen in Höhe von etwa 135.000 Euro.
Der bayerische Finanzminister Markus Söder hat angekündigt, die Zahl der Mitarbeiter einer Sonderkommission Schwere Steuerkriminalität von 50 auf 100 zu erhöhen (Söder: „Nach der Aufdeckung durch Offshore-Leaks brauchen wir mehr Personal“).
Die Bitte des deutschen Finanzministers Wolfgang Schäuble vom 4. April an die Medien, die Daten den Finanz- und Ermittlungsbehörden zu übergeben, wiesen NDR und SZ zurück mit der Begründung, dass eine Weitergabe der Daten an Ermittlungsbehörden den Quellenschutz gefährde und weitere Recherchen in Frage stellen würde. Allerdings prüft das Konsortium, ob ein Teil der Daten der Öffentlichkeit zur Verfügung gestellt wird.
Der SPD-Kanzlerkandidat Peer Steinbrück forderte härtere Strafen, bis hin zum Entzug der Banklizenz, für beteiligte Banken. Finanzstaatssekretär Steffen Kampeter erklärte vor dem Hintergrund der Enthüllungen über die Beteiligung der Deutschen Bank an derartigen Aktivitäten, dass schon heute einem Institut, das sich systematisch an Steuerflucht beteiligt, die Lizenz entzogen werden könne.
Die Präsidentin der Bundesanstalt für Finanzdienstleistungsaufsicht Elke König sieht bei den Banken eine „besondere Verantwortung“ bezüglich Steuerflucht und kündigte an, gebe es Anhaltspunkte, „dass ein Institut systematisch gegen Steuerrecht verstößt oder dabei hilft, werden wir dies bankaufsichtlich untersuchen“. Nach Ansicht mehrerer Kommentatoren (unter anderen des Spiegels) zeige die Reaktion der Finanzdienstleister auf die Enthüllungen, dass gerade diese Verantwortung nicht wahrgenommen werde: „Die Branche stiehlt sich aus der Verantwortung – und schiebt die Schuld lieber ihren Kunden zu.“ Am 22. April 2013 berichtet die Süddeutsche Zeitung, dass die Bundesanstalt für Finanzdienstleistungsaufsicht die Geschäfte deutscher Banken in Steuerparadiesen prüfen wird. Der zuständige Exekutivdirektor Raimund Röseler berichtet, dass die BaFin sich dabei vor allem für die Geschäfte, die die Banken als „Vermögensverwaltung“ bezeichnen, interessiert. „Da finden Sie dann die ganz Reichen dieser Welt. Aber was sich dahinter wirklich verbirgt, wollen wir jetzt genau wissen“ erklärte Röseler.
Ein Sprecher des Internationalen Währungsfonds äußerte die These, legale Steueroptimierung richte einen größeren Schaden an als Steueroasen. Maßnahmen hiergegen seien „die Schlüsselfrage“.
Der Journalist Wolfgang Michal, Mitherausgeber des Blogs Carta, fragte, ob es möglicherweise eine Art Vorfilterung durch den Überbringer der Daten, durch das ICIJ-Konsortium selbst (das offenbar nicht das Rohmaterial an die Journalisten gegeben hat) oder durch die beteiligten Redaktionen gab. Auch fraglich ist, welche Motivlage der Übersender des Datenpakets hatte, wie er an diese Daten gekommen ist, warum etablierte Medien im Enthüllungsjournalismus wie die New York Times, Der Spiegel und El País nicht beteiligt waren und wie die weltweit beteiligten 86 Journalisten ausgesucht wurden.
Der österreichische Wirtschaftsforscher Karl Aiginger und seit 2005 Leiter des Österreichischen Instituts für Wirtschaftsforschung (WIFO) forderte in einem Interview mit der Tageszeitung Kurier am 7. April 2013 die Abschaffung des Bankgeheimnisses in seiner jetzigen Form und Praxis. Bislang werde das Schutzinteresse kleiner Sparer dazu benutzt, um große Steuervermeidungen und illegale Geldtransfers zu begünstigen.